# 紹榮鋼鐵

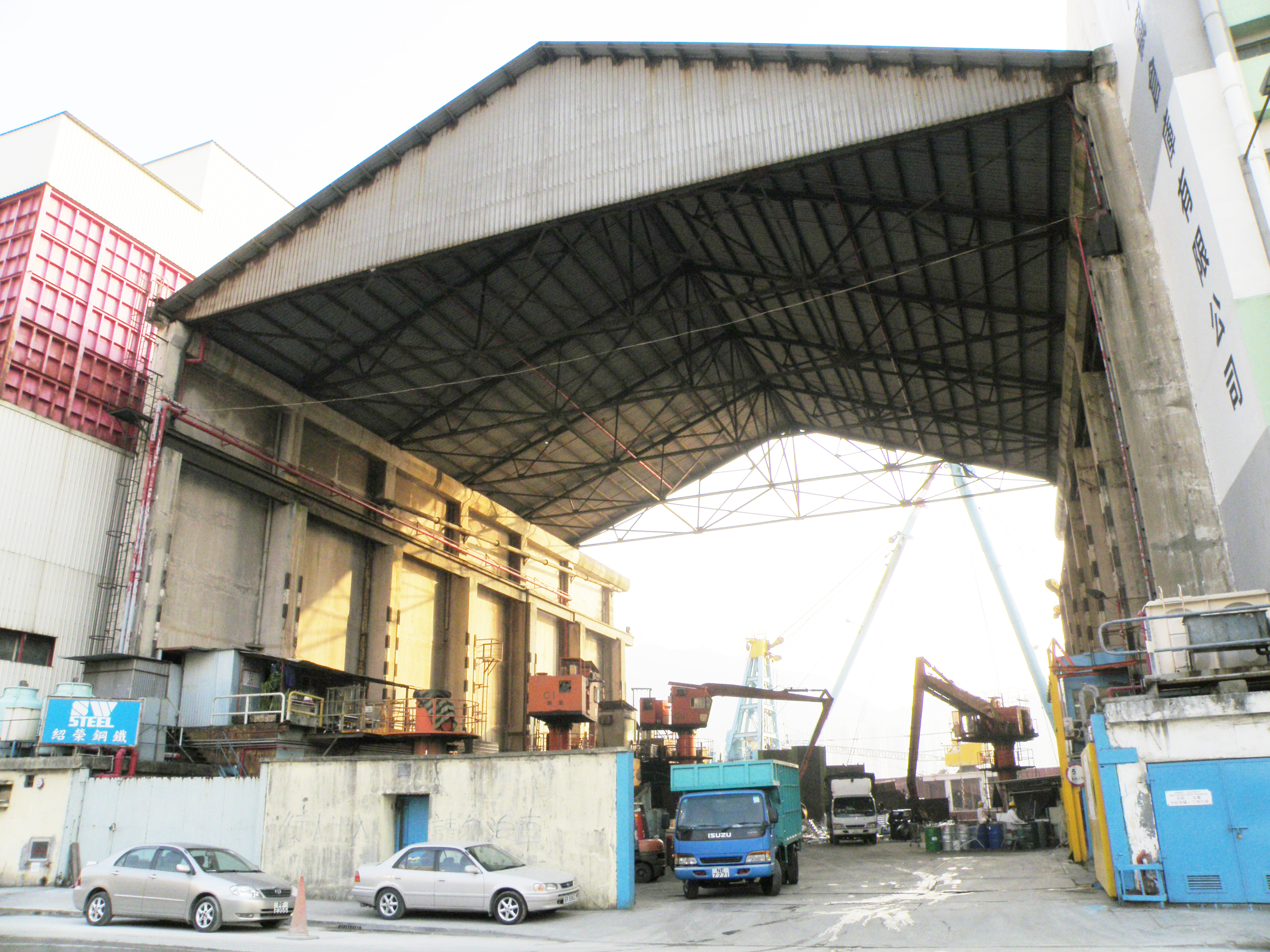
紹榮油塘鋼鐵廠

紹榮鋼鐵有限公司，創立於1950年，以拆船作業開始，由已故「鋼鐵大王」龐鼎元創立，於1956年12月20日正式註冊成立為有限公司，是香港唯一的大型轧钢廠，主要業務為生產和銷售軋鋼及螺紋鋼。現時，紹榮鋼鐵屯門設立廠房及私人碼頭，辦公室則在中環德輔道中173號南豐大廈1501室。

## 歷史
紹榮鋼鐵廠房於1958年由葵涌遷往調景嶺，建成第一間軋鋼廠，再在1997年將調景嶺廠房搬往屯門踏石角，而調景嶺舊廠房以127億元售予太古地產及新鴻基地產，其後發展為住宅項目維景灣畔 。

## 龐氏家族成員
龐鼎元遺孀龐熊少珠被財經雜誌《福布斯》於2008年選為香港四十大富豪之一。
龐鼎元有五名兒子、兩名女兒：龐熙、龐輝、龐廷、龐創、龐傑、龐瑩、龐裳。
- 龐熙配偶為陳樹渠三女陳燭餘[4]。育有兩名兒子、兩名女兒：寵貽（Genevieve），卓貽（Vanessa），超貽（Dario），建貽（Paulo）。
  - 龐寵貽為香港三項鐵人總會會長。
  - 龐建貽是大亞國際集團創辦人兼董事總經理，2012年3月11日與鄭裕彤孫女鄭志雯（Sonia）在灣仔君悅酒店舉行註冊儀式。[5]其後，龐建貽亦與龐俊怡等人成為馬主團體「高雲團體」成員，[6]現時擁有名下賽駒「赤馬雄風」。
  - 龐卓貽2016年與利子厚共諧連理。

- 龐鼎元次子龐輝，是香港资深航海家，有30多年駕駛帆船的經驗，獲獎無數，他曾是香港皇家遊艇會主席[7]。龐輝兒子龐俊怡亦為知名馬主。

- 龐鼎元五子龐傑的配偶為郭秀雲，繼子龐景峰。

## 外部連結
- 紹榮鋼鐵官方網站 （页面存档备份，存于）